# 赵长青 (书法家)
赵长青（1953年7月—），男，中华人民共和国书法家，中国书法家协会原分党组书记、副主席、秘书长，第十二届全国政协委员。

## 生平
赵长青是辽宁义县人，曾在黑龙江省委宣传部担任副部长兼省文联党组书记。2002年，他到北京担任中国文联国内联络部主任。2005年12月，他开始担任中国书法家协会分党组书记、驻会副主席、秘书长等职务，2014年4月，成为中国书法家协会副主席，次年12月成为中国书法家协会顾问，2018年6月退休。
2015年，作家张弓发表文章《中国书协副主席赵长青：这个位子太实惠了，给个部长我也不干》，实名举报赵长青貪污，如“堂而皇之地卖字敛财”、“乘书法工作者加入书法家协会的机会，大肆收受‘买路’钱”等。他還說安徽的一名煤老板送了趙長青价值五百万的别墅和名车，以圖擔任书协理事。2019年10月18日，赵长青到辽宁北票市大黑山风景区采风，但在当月28日被中紀委帶走調查。2020年6月12日，经最高人民检察院指定，德州市人民检察院对赵长青向德州市中级人民法院提起公诉。同年8月12日上午，德州市中级人民法院通过远程视频公开开庭审理赵长青受贿案，确定赵长青共收受12人贿赂2486万元人民币，赵长青当庭表示认罪悔罪。